# El prisionero de Zenda (novela)
El prisionero de Zenda (en inglés, The Prisoner of Zenda) es una novela de la época victoriana tardía, escrita en el año 1894 por el escritor británico sir Anthony Hope Hawkins (1863, Londres - 1933) del subgénero novelesco de capa y espada. 
En la novela, el rey del (imaginario) reino de Ruritania es drogado en la noche previa a su coronación y es por tanto incapaz de asistir a la ceremonia. Fuerzas políticas dentro del reino han determinado que para que el rey pueda mantener la corona debe haber una ceremonia de coronación. De manera fortuita, Rudlf Rassendyll, un caballero inglés que a la sazón se encuentra de vacaciones en Ruritania y que tiene un parecido físico con el monarca es persuadido a actuar como su doble político en un esfuerzo para salvar la inestable situación política del interregno.
La novela fue tan exitosa que Hope renunció a su práctica legal y escribió una secuela, Rupert de Hentzau, que se publicó en 1898 y es incluida en algunas ediciones de El prisionero de Zenda. La popularidad de la novela inspiró el género del romance ruritano en la literatura, el cine y el teatro, caracterizado por presentar historias ambientadas en un país ficticio, generalmente en Europa Central o Europa del Este, por ejemplo en las novelas de Graustark de George Barr McCutcheon, o los países vecinos de Syldavia y Borduria en los cómics de Tintin.

## Trama
Rudolf Rassendyll, un joven inglés pelirrojo y con una llamativa nariz puntiaguda, rasgos que se asemejan curiosamente a los de algunos miembros de la familia real de Ruritania, va a este reino con el propósito de ver la coronación del nuevo rey, su primo lejano.
Por ser físicamente, incluso en la voz, exactamente igual al rey, los partidarios de este lo hacen pasar por tal ante el pueblo, ya que el rey, por un descuido, no puede llegar a tiempo para la coronación. Al regreso de la coronación, se encuentran con que el rey ha sido secuestrado por su traidor hermano durante la víspera de su coronación y únicamente Rudolf puede rescatarlo. Rudolf no pretende usurpar el trono, sino tan solo cumplir la misión de salvar al rey. Todo sucede de tal modo que solo un pequeño grupo de personas llega a conocer la sustitución. 
Arrojado a una serie de aventuras que van más allá de sus más alocados sueños, Rudolf lucha para vencer a sus enemigos, y a la vez se enamora de la hermosísima princesa Flavia, quien está prometida con el rey. Finalmente Rudolf consigue liberar a su primo, el verdadero rey, prisionero en el castillo de la ciudad de Zenda, pero no consigue quedarse con la princesa pese al amor que los dos sienten, ya que Rudolf decide volver a Inglaterra, porque ella renuncia a su amor en beneficio de su pueblo, dejándolo marchar.

## Adaptaciones
La novela ha sido adaptada muchas veces, principalmente para cine pero también para teatro, musical, opereta, radio y televisión. Probablemente la versión más conocida sea la película de Hollywood de 1937 . El deslumbrantemente villano Rupert de Hentzau ha sido interpretado por ídolos matinales como Ramón Novarro (1922), Douglas Fairbanks, Jr. (1937) y James Mason (1952).

### Escenarios
- El prisionero de Zenda (1895-1896) fue adaptado para el escenario de la novela de Hope de Edward Rose . Se inauguró como una obra de teatro en Nueva York en 1895 protagonizada por EH Sothern y al año siguiente en el West End de Londres protagonizada por George Alexander y Evelyn Millard .
- Princess Flavia (1925), una opereta con la partitura de Sigmund Romberg .
- Zenda (1963): un musical que cerró en la calle antes de una apertura programada en Broadway . Adaptado de Princess Flavia de 1925.

### Películas
- El prisionero de Zenda (1913): protagonizada por James K. Hackett , Beatrice Beckley , David Torrence , Fraser Coalter , William R. Randall y Walter Hale. Adaptada por Hugh Ford y dirigido por Ford y Edwin S. Porter, fue producida por Adolph Zukor y fue la primera producción de Famous Players Film Company.

- El prisionero de Zenda (1915): protagonizada por Henry Ainley, Gerald Ames, George Bellamy, Marie Anita Bozzi, Jane Gail , Arthur Holmes-Gore, Charles Rock y Norman Yates. Fue adaptada por W. Courtney Rowden y dirigida por George Loane Tucker.

- El prisionero de Zenda (1922): protagonizada por Ramón Novarro, Lewis Stone, Alice Terry, Robert Edeson, Stuart Holmes, Malcolm McGregor y Barbara La Marr. Fue adaptada por Mary O'Hara y dirigida por Rex Ingram.

- El prisionero de Zenda (1937): protagonizada por Ronald Colman como Rassendyll y Rudolph, Madeleine Carroll como la princesa Flavia, Raymond Massey como Michael, Douglas Fairbanks Jr. como Rupert de Hentzau, C. Aubrey Smith como el coronel Zapt y David Niven como el capitán Fritz von Tarlenheim. David O. Selznick decidió producir la película, en parte como un comentario sobre la crisis por la abdicación de Eduardo VIII, y fue dirigida por John Cromwell. De las muchas adaptaciones cinematográficas, muchos consideran que esta es la versión definitiva. Leslie Halliwell la sitúa en el puesto 590 de todas las películas realizadas, diciendo que la "espléndida historia de aventuras de un colegial" de la novela victoriana tardía se «transfiere perfectamente a la pantalla»,  y cita un comentario de 1971 de John Cutts de que la película se vuelve más «fascinante y seductora» a medida que pasa el tiempo. Halliwell's Film Guide 2008 la llama «una de las películas más entretenidas de Hollywood».

- El prisionero de Zenda (1952): protagonizada por Stewart Granger, Deborah Kerr, Louis Calhern, Jane Greer, Lewis Stone, Robert Douglas, James Mason y Robert Coote. Lewis Stone, quien interpretó el papel principal en la versión de 1922, tuvo un papel menor en esta nueva versión. Fue adaptada por Edward Rose, (dramatización) Wells Root, John L. Balderston, Noel Langley y Donald Ogden Stewart (diálogo adicional, originalmente sin acreditar). Fue dirigida por Richard Thorpe. Es una copia toma a toma de la película de 1937, con la única diferencia de que fue hecha en Technicolor. Halliwell juzga que «no es rival para la feliz inspiración de la original».
- El prisionero de Zenda (1979): una versión cómica, protagonizada por Peter Sellers, Lynne Frederick, Lionel Jeffries, Elke Sommer, Gregory Sierra, Jeremy Kemp, Catherine Schell, Simon Williams y Stuart Wilson. Fue adaptada por Dick Clement e Ian La Frenais y dirigida por Richard Quine. En esta versión, Sellers interpreta al rey, a su padre y al otro personaje principal, Syd Frewin, un conductor de Londres Hansom Cab, que se encuentra empleado como doble del rey y finalmente cambia de lugar con él de forma permanente.

#### Internacional
- Jhinder Bandi (ঝিন্দের বন্দী- 'El prisionero de Jhind') es una traducción al bengalí de Sharadindu Bandyopadhyay. El autor escribió: "Admito la fuente por su nombre" (নাম দিয়াই বংশপরিচয় স্বীকার করিলাম), lo que significa que nombró a la provincia ficticia, Jhind , en homenaje a Zenda en la novela original.
- Jhinder Bandi (1961): una película bengalí dirigida por Tapan Sinha, protagonizada por Uttam Kumar como el protagonista Gourishankar Roy (un joven de Kolkata) y el rey Shankar Singh del estado ficticio de Jhind.

La novela ha sido adaptada muchas veces, principalmente para cine pero también para teatro, musical, opereta, radio y televisión. Probablemente la versión más conocida sea Soumitra Chatterjee como el antagonista Mour-Bahon con Tarun Kumar como el hermano de Gourishankar, Udit, basada en la novela de Saradindu Bandyopadhyay del mismo título.
- Prem Ratan Dhan Payo (2015) es una película de Bollywood protagonizada por Salman Khan y Sonam Kapoor que sigue una trama similar. Sin embargo, en esta adaptación, Rassendyll finalmente se casa con la princesa Flavia.
- Gwange Wangyidoen namja, también conocida como Masquerade, es una película coreana de 2012 protagonizada por Lee Byung-hun, que tiene lugar durante la dinastía Joseon y que en gran medida es paralela a la historia de El prisionero de Zenda, pero puede basarse en conjeturas sobre una persona histórica real, el rey Gwanghaegun de Joseon, en una época en que faltan registros de los Anales de la Dinastía Joseon.

### Radio y TV
- Colman, Smith y Fairbanks repitieron sus papeles para un episodio de 1939 de Lux Radio Theatre , con la esposa de Colman, Benita Hume, interpretando a la princesa Flavia.

- El prisionero de Zenda (1961) Adaptación de la televisión estadounidense ( Programa del mes de DuPont ), protagonizada por Christopher Plummer e Inger Stevens .

- El prisionero de Zenda (1984): adaptación de la BBC protagonizada por Malcolm Sinclair .